# La coda dell'asino
La coda dell'asino è stata una mostra di pittura d'avanguardia tenutasi a Mosca, in Russia, nel 1912 e di un gruppo artistico sorto in relazione a essa.

## Storia

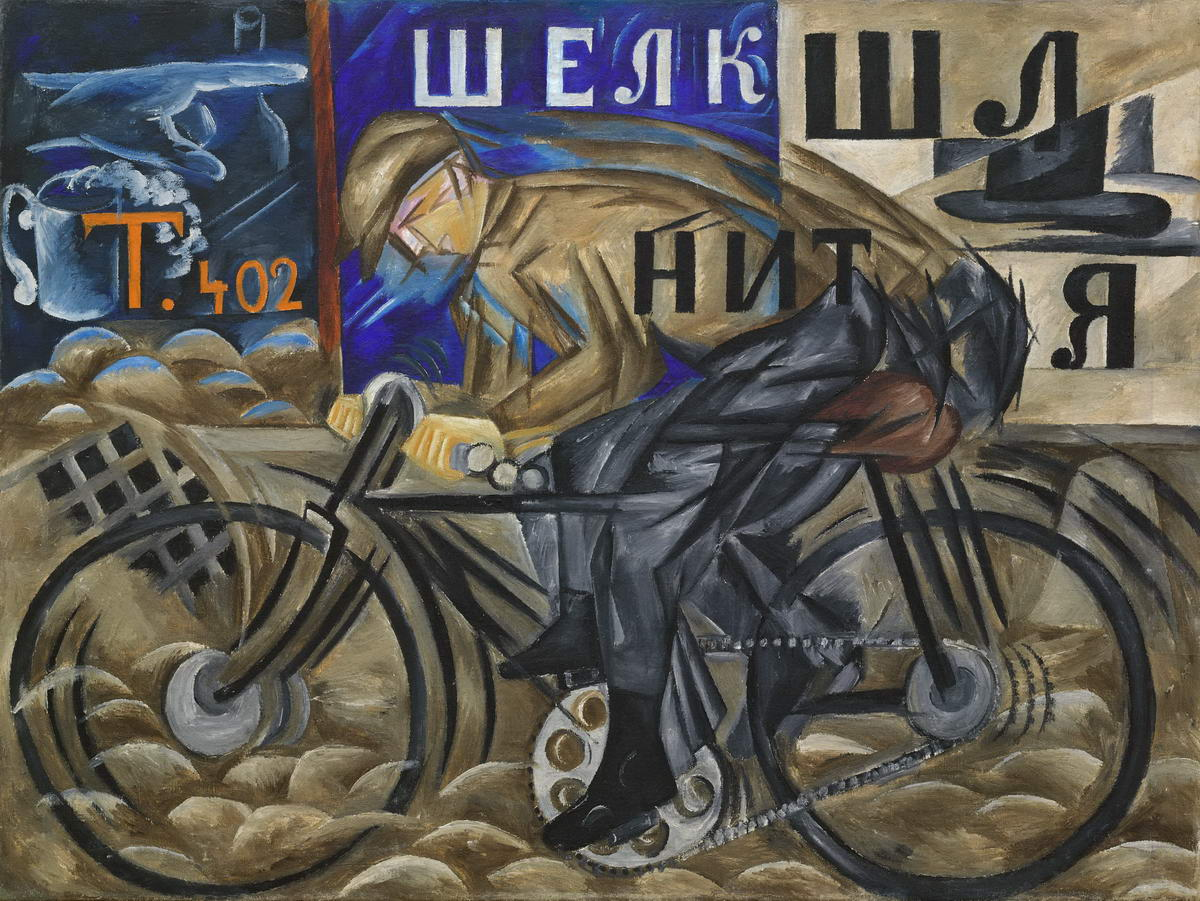
Natal'ja Gončarova, Cyclist, 1913

Il titolo provocatorio della mostra era stato suggerito dalla beffa organizzata a Parigi nel 1910 dal pittore Joachim-Raphael Boronali che al Salon des Indépendants aveva esposto quadri dipinti a colpi di coda da Lola, l'asina di un suo conoscente. Alle mostre de La coda dell'asino esposero proprie opere, oltre a Michail Larionov (animatore del gruppo e organizzatore delle mostre) e a sua moglie Natal'ja Gončarova, giovani artisti di Mosca e San Pietroburgo quali K. Malevich, V.E. Tatlin, M. Chagall, A.V. Ševčenko, V.D. Markov (Matvej), V.S. Bart, O. Rozanova, P.N. Filonov. Tra gli altri che poi aderirono al gruppo figuravano K.M. Zdanevič, S.P. Bobrov, A.V. Fonvizin, M.V. Le-Dantju.
Gli effetti della scelta provocatoria del nome furono immediati, sia nell'ambiente artistico che in quello amministrativo. L'amministrazione dello stabile affittato per la mostra proibì l'esposizione in strada del relativo manifesto e la polizia vietò che fosse esposto il quadro della Gončarova I quattro Evangelisti per «incompatibilità tra il carattere religioso del soggetto e la denominazione della mostra». L'organizzazione della mostra costituiva un atto di scissione del Fante di Quadri, raggruppamento in cui si riconoscevano, a Mosca, quasi tutti gli esponenti della nascente avanguardia russa.
I codasinisti rimproveravano ai fanti di ripetere passivamente i procedimenti introdotti dall'avanguardia francese, cui peraltro riconoscevano un'originalità che volevano riproporre in loco. A far scattare la scissione era stata appunto una mostra del Fante di Quadri, apertasi poche settimane prima di quella de La coda dell'asino, in cui erano esposte assieme opere di autori russi e francesi, quali Picasso, Matisse, Cézanne.
Gli aderenti de La coda dell'asino propugnavano l'esigenza di recuperare l'espressività delle tradizioni iconografiche locali, proponendo motivi tratti da icone, immaginette dei lubki (stampe popolari, tipo vignette, sui più svariati temi: religioso, satirico, divulgativo, favolistico, moralistico), opere di artigianato contadino, insegne di negozi, pittura primitiva (da essi nacque il Neoprimitivismo russo e presentarono per primi al vasto pubblico l'opera del più famoso naïf delle Russie, il georgiano Niko Pirosmanišvili). Il concetto di fonti orientali da contrapporre a quelle europee si estese poi fino a comprendere le grandi culture asiatiche.
Il tutto, comunque, era riportato nell'alveo delle ricerche sviluppate dalle avanguardie europee. E proprio da La coda dell'asino prese corpo l'avvicinamento con il futurismo italiano (guardato con una certa diffidenza, nonostante il futurismo russo, principale movimento d'avanguardia, fosse sorto da motivi ripresi da esso), in gran parte per merito del giovane poeta I.M. Zdanevič che fungeva da assistente e segretario di M. Larionov, teorico del gruppo. La coda dell'asino che si evolverà poi, con la mostra "Il bersaglio", lanciando il primo movimento d'arte non figurativa d'origine russa, il Raggismo, ebbe vita breve, essendo fortemente legato alla figura di Larionov, tanto da sciogliersi, praticamente, quando questi fu richiamato sotto le armi.